# Rita
Rita  (лат.) — род пресноводных рыб семейства Ritidae. Обитают в южной Азии. В составе рода выделяют 6 видов.
Представители видов Rita rita и Rita sacerdotum достигают длины 1,5 и 2 м, соответственно.
- Rita bakalu Lal et al., 2016
- Rita chrysea Day, 1877
- Rita gogra (Sykes, 1839)
- Rita kuturnee (Sykes, 1839)
- Rita macracanthus H. H. Ng, 2004
- Rita rita ( Hamilton, 1822)
- Rita sacerdotum  Anderson, 1879